# Возняк Дмитро Костянтинович
Дмитро́ Костянти́нович Возня́к (22 листопада 1938 — 14 вересня 2023) — український геолог, доктор геологічних наук (2003).

## Життєпис
Народився в селі Чорноріки, що нині входить до гміни Корчина Кросненського повіту Підкарпатського воєводства Польщі, де здавна проживали лемки. У 1945 році внаслідок акції «Вісла» примусово, разом з родиною, був переселений у село Чумаки Сталінської (нині — Донецької) області. У 1947 році родина переїздить до села Скнилівок, у передмісті Львова. У 1955 році успішно закінчив 10 класів львівської середньої школи № 51.
У 1960 році закінчив геологічний факультет Львівського університету. Працював інженером Волинської експедиції при геологічному факультеті Львівського університету (1960—1962); в Інституті геології і геохімії горючих копалин АН УРСР у Львові (1962—1970); від 1972 року — в Інституті геохімії, мінералогії та рудоутворення НАНУ (Київ): 1976—1993 роки — старший науковий співробітник, 1993—1996 роки — завідувач лабораторією термобарогеохімії, 1996—2000 роки — провідний науковий співробітник, 2000—2019 роки — завідувач відділу регіональної та генетичної мінералогії, з 2019 — головний науковий співробітник.
У 2003 році захистив докторську дисертацію на тему «Флюїдні включення у мінералах як індикатор ендогенного мінералоутворення» (спеціальність 04.00.20 «Мінералогія, кристалографія», диплом від 12.11.2003 року).
Напрями наукових досліджень: регіональна і генетична мінералогія, реконструкція умов утворення мінералів, порід, родовищ корисних копалин за флюїдними включеннями.
Помер на 85-му році життя 14 вересня 2023 року.

## Нагороди
- Медаль імені академіка Є. К. Лазаренка (2010).

## Основні праці
- Природа, генетическое и геохронологическое значение радиогенных ореолов в минералах Полоховского месторождения (Украинский щит) // Мінералогічний журнал. 1996. Т. 18, № 5 (співавт.);
- Вплив γ-випромінювання на вуглеводневі включення в кварці // Мінералогічний журнал. 1998. Т. 20, № 3 (співавт.);
- Особливості мінерального складу та умов утворення рідкіснометалевих пегматитів західної частини Кіровоградського блоку (Український щит) // Мінералогічний журнал. 2000. Т. 22, № 1 (співавт.);
- Високотермобаричні потоки рідкого СО2 і їх роль у мінералоутворенні (на прикладі Українського щита) // Мінералогічний журнал. 2001. Т. 23, № 4 (співавт.);
- До визначення глибини формування заноришових пегматитів Волині та оцінки потужності зони їх поширення на глибину // Мінералогічний журнал. 2003. Т. 25, № 1.
- Академік Євген Костянтинович Лазаренко і відділ регіональної та генетичної мінералогії / Д. К. Возняк // Записки Українського мінералогічного товариства. — 2012. — Т. 9. — С. 120—125.
- Отеніт Полохівського петалітового родовища (Український щит) / Д. К. Возняк // Записки Українського мінералогічного товариства. — 2016. — Т. 13. — С. 21—25.